# Второв, Осип Максимович
Осип Максимович Второв (10 декабря 1772 года — не ранее 1815) — русский военачальник, участник Отечественной войны 1812 года и четырёх других войн, генерал-майор (1814).

## Биография
Из потомственных дворян Курской губернии Второвых. Родился в 1772 году. В 1786 году поступил подпрапорщиком в Белозерский пехотный полк. 
В составе того же полка (?) участвовал в Русско-шведской войне 1788—1790 годов. Затем служил в Московском гренадерском полку, в составе которого участвовал в подавлении восстания Костюшко (1794). В 1798 году — штабс-капитан Воронежского пехотного полка.
Участвовал в Русско-турецкой войне 1806—1812 годов, с конца 1807 года — в качестве командира Олонецкого мушкетерского полка (в чине подполковника). За боевое отличие был награждён золотым оружием с надписью «За храбрость» (1809). Ещё раз отличился при взятии Ловчи (1811), за что был произведён в полковники. 
19 марта 1812 года Осип Второв был назначен шефом Украинского пехотного полка, сменив генерал-майора Павла Цызырева. После того, как Русско-турецкая война завершилась победой России, полк, в составе армии адмирала Павла Чичагова, выступил на север для участия в войне против Наполеона. 
Войска Чичагова успешно соединились с 3-й армией Александра Тормасова (причём командование перешло к Чичагову), но только в ноябре 1812 года достигла территории современной Белоруссии по которой отступала наполеоновская армия. 
2 (14) — 4 (16) ноября 1812 года произошло Волковысское сражение в ходе которого шедший в арьергарде армии Чичагова корпус генерала Фабиана Остен-Сакена, попытался у города Волковыск разбить следовавшие по пятам за ним на подмогу Наполеону 7-й армейский (саксонский) корпус Жана Ренье и Вспомогательный (австрийский) корпус Карла Филиппа цу Шварценберга, но сам потерпел тяжёлое поражение. Это сражение происходило одновременно с триумфальным для России сражением на Березине, события которого разворачивались северо-восточнее, у города Борисова, и уже не могло повлиять на исход войны. Однако, Украинский пехотный полк Осипа Второва понёс в нём такие потери, что три его батальона были временно расформированы, а оставшиеся в строю нижние чины поступили на усиление других полков. 
Сам Осип Второв, однако, продолжил службу и участвовал в Заграничных походах русской армии 1813—1814 годов. В 1814 году был произведён в генерал-майоры. В 1815 году вышел в отставку «за ранами». 
Дата смерти Второва неизвестна.